# Turismo in Spagna

Sol de Mirò

Il turismo in Spagna è un'attività sviluppata, infatti il paese è dal 2019 con più flussi turistici in entrata, con 83,7 milioni di arrivi internazionali e con un totale di 299 milioni di pernottamenti, che la rendono il paese più visitato al mondo in termini di pernottamenti.

## Città più visitate
Nel 2019 le città più visitate erano:
| Posizione | Città                     | Arrivi    |
| --------- | ------------------------- | --------- |
| 1         | Madrid                    | 9 963 195 |
| 2         | Barcellona                | 8 520 415 |
| 3         | Siviglia                  | 2 811 351 |
| 4         | Palma di Maiorca          | 2 372 933 |
| 5         | Benidorm                  | 2 150 417 |
| 6         | Granada                   | 2 001 464 |
| 7         | Valencia                  | 1 882 918 |
| 8         | San Bartolomé de Tirajana | 1 577 975 |
| 9         | Calvià                    | 1 540 863 |
| 10        | Adeje                     | 1 476 042 |

## Attrazioni turistiche

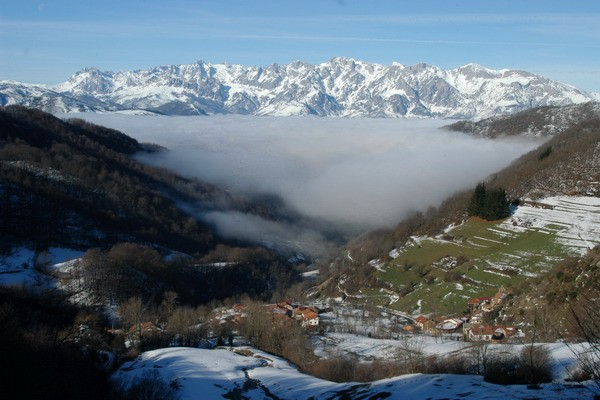
Parco nazionale dei Picos de Europa

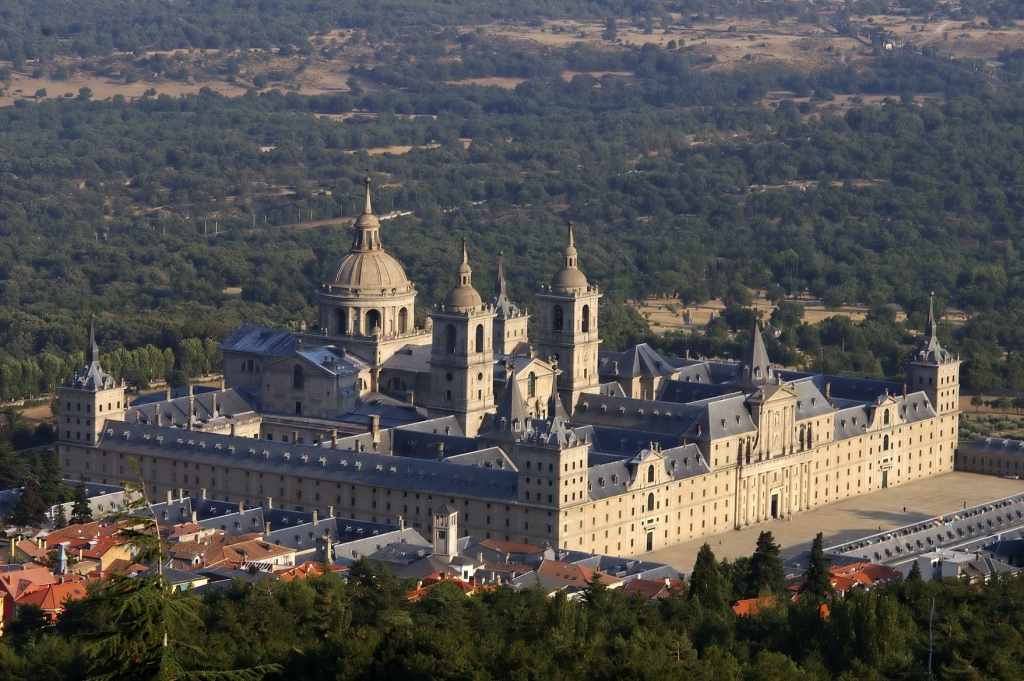
La facciata del Monastero dell'Escorial

Il Parco nazionale dei Picos de Europa è un parco nazionale spagnolo di quasi 65.000 ettari comprendente parte della catena montuosa dei Picos de Europa. Il parco si estende su una regione facente parte delle Comunità autonome di Castiglia e León, della Provincia di León (24.719 ha), delle Asturie (24.560 ha) e della Cantabria (15.381 ha).
Il monastero dell'Escorial, anche detto di San Lorenzo del Escorial, si trova in Spagna, nella comunità autonoma di Madrid, nel comune di San Lorenzo de El Escorial. Fu fatto costruire da Filippo II come residenza e pantheon dei re di Spagna, fu anche convento e chiesa dal 1563 al 1584. Nel 1984 è stato dichiarato Patrimonio dell'Umanità dell'UNESCO.

Acquedotto di Segovia

L'Acquedotto di Segovia è uno dei monumenti più importanti e meglio conservati tra quelli lasciati dagli antichi romani nella penisola iberica. È uno dei simboli della città di Segovia, come evidenziato anche dalla sua presenza nello stemma cittadino.

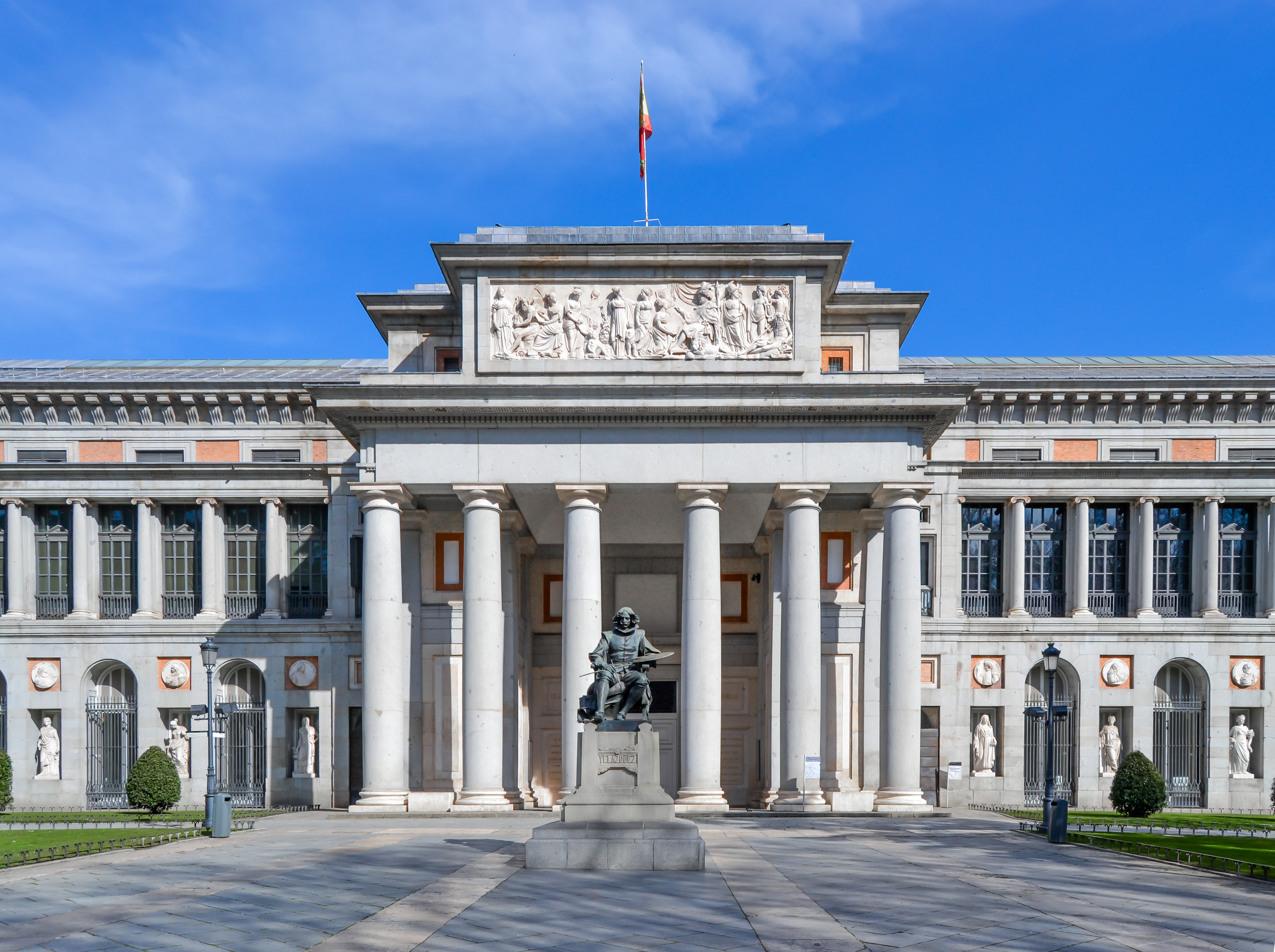
La facciata del Museo del Prado

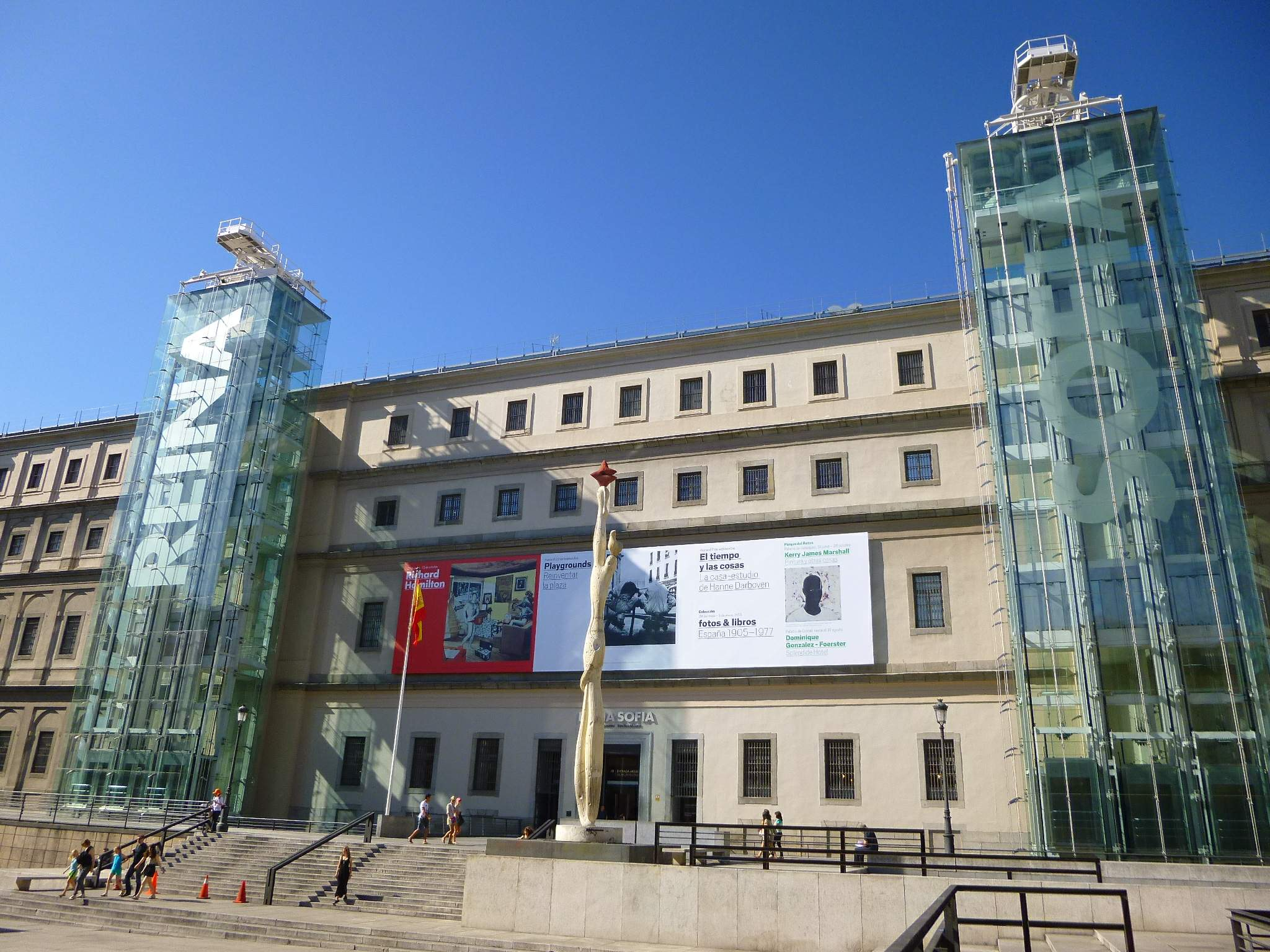
Museo Nacional Centro de Arte Reina Sofía

Il Museo del Prado è una delle pinacoteche più importanti del mondo e si trova a Madrid in Spagna.
Vi sono esposte opere dei maggiori artisti italiani, spagnoli e fiamminghi, fra cui Sandro Botticelli, Caravaggio, El Greco, Artemisia Gentileschi, Francisco Goya, Andrea Mantegna, Raffaello, Rembrandt, Peter Paul Rubens, Diego Velázquez e molti altri.

Il Museo Lázaro Galdiano, di Madrid, ospita la collezione omonima, in origine privata, costituita con un interesse universale verso tutte le arti e le tecniche. La raccolta, veramente eccezionale, venne formata da José Lázaro Galdiano, il quale, alla sua morte, nel 1947, la donò alla Spagna.

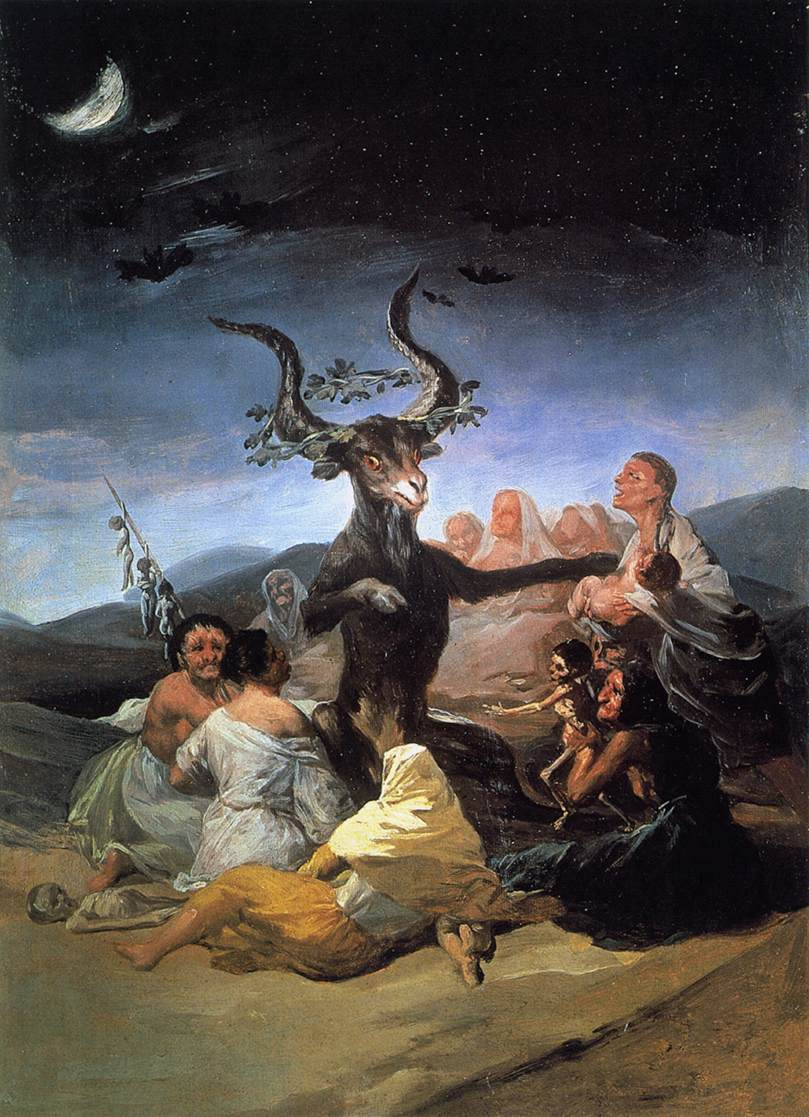
Museo Lázaro Galdiano - Il Sabba (Goya)

 La collezione venne esposta al pubblico il 21 gennaio 1951. Nel museo spicca la collezione di dipinti, che vanta opere di grandi maestri. Tra le opere, un Cristo fanciullo, già attribuito a Leonardo da Vinci, e solo adesso assegnato a uno Pseudo Boltraffio o anche ad Ambrogio de Predis, entrambi di ambito leonardesco. Altri dipinti importanti sono un ritratto di Sanchéz Coello, due importanti opere di El Greco, una Testa di donna, attribuita al Velázquez e la Santa Rosa da Lima di Murillo.
Il Museo archeologico nazionale di Spagna (in castigliano "Museo arqueológico nacional de España") è stato fondato da Filippo III ed è situato nell'edificio che si riferisce al Palacio de bibliotecas y museos, insieme alla Biblioteca nazionale. Il Museo mostra pezzi dalla Preistoria al XIX secolo. Conserva pezzi greci e romani, arte medievale, repliche dei dipinti delle caverne e opere iberiche.
Il Museo Nacional Centro de Arte Reina Sofía, del quale, tra il 1980 ed il 1988, gli architetti José Luis Iniguez de Onsoño ed Antonio Velasquez de Castro hanno curato il restauro ed il ripensamento degli spazi della struttura, conferendogli l'attuale aspetto. La grande attrazione del museo è la Guernica di Pablo Picasso. Il Reina Sofía possiede inoltre opere di Salvador Dalí, Juan Gris, Joan Miró, Julio González, Eduardo Chillida, Antoni Tàpies, Lucio Muñoz, Jorge Oteiza, José Luis Gutiérrez Solana, Pablo Gargallo, Joseph Beuys, Andy Warhol, Wolf Vostell, Nam June Paik, Mark Rothko, Roy Lichtenstein, Francis Bacon, Pablo Palazuelo, Pablo Gargallo, Joan Rebull, Luis Gordillo, Jorge Oteiza, José Luis Gutiérrez Solana e altri artisti significativi. Presenta inoltre una libreria specializzata in arte, con una collezione di oltre 100.000 libri, 1.000 video e 3.500 registrazioni.
Il Museo Thyssen-Bornemisza è un'importante pinacoteca e centro culturale della capitale spagnola. Si trova lungo il Paseo del Prado, a pochi passi dal museo del Prado. È stato acquistato dal governo spagnolo nel luglio del 1993 e della sua collezione facevano parte ulteriori ottanta pezzi di arte medievale, rinascimentale e barocca, poi successivamente trasferiti al Palazzo Reale di Pedralbes (Barcellona).
Le circa ottocento opere che vi sono attualmente conservate spaziano dal Rinascimento italiano, alla pittura moderna. L'apparato pittorico del museo proviene da una raccolta privata della famiglia del magnate tedesco dell'acciaio Thyssen-Bornemisza, che conobbe poi fasti economici nel periodo bellico del secondo conflitto mondiale. Le opere attualmente presenti erano precedentemente collocate in un museo a Lugano, in Svizzera. Con il matrimonio del barone Hans Heinrich Thyssen-Bornemisza de Kászon con una donna spagnola la raccolta venne trasferita in un palazzo madrileno dono del governo. La più bella fontana del Prado, la fuente de Apalo (1803), disegnata da Ventura Rodriguez, è fronteggiata dal palazzo che ospita il Museo Thyssen-Bornemisza.

Il Parco del Retiro (da non confondersi con i giardini del Buon Ritiro) è un parco di Madrid che si estende per 118 ettari e rappresenta uno dei principali luoghi di interesse della capitale spagnola. 

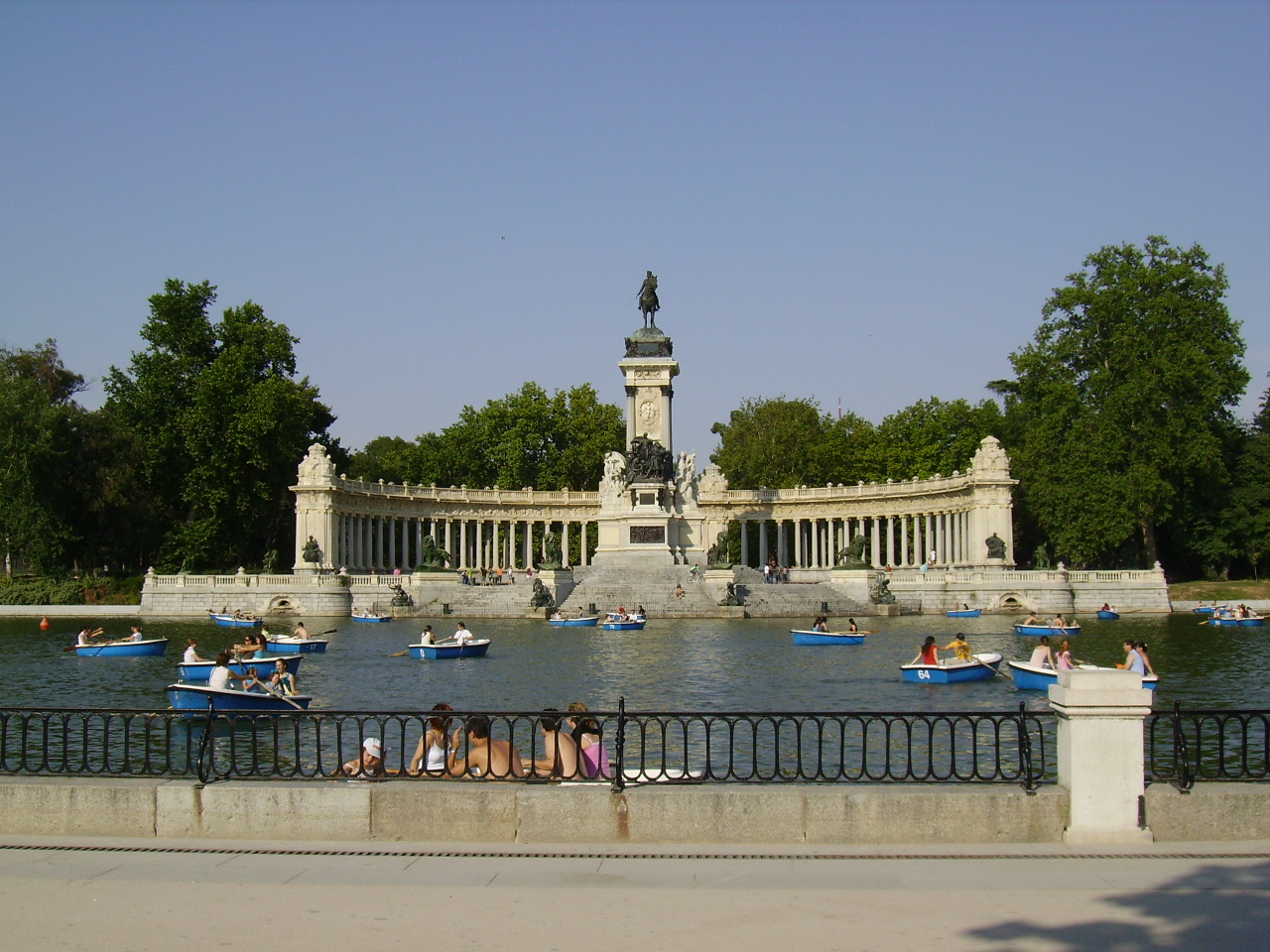
Parco del Retiro - Il laghetto principale con il monumento ad Alfonso XII

I giardini, così come il palazzo Reale del Buon Retiro, furono progettati e realizzati nel decennio dal 1630 al 1640, allorché il conte-duca di Olivares (Gaspar de Guzmán y Pimentel), donò al re Filippo IV alcuni terreni affinché fosse creato uno spazio per gli ozi di corte, in prossimità del Monastero de San Jerónimo el Real. L'area originale del parco era di 145 ettari e la collocazione era nelle immediate vicinanze del nucleo urbano di Madrid.

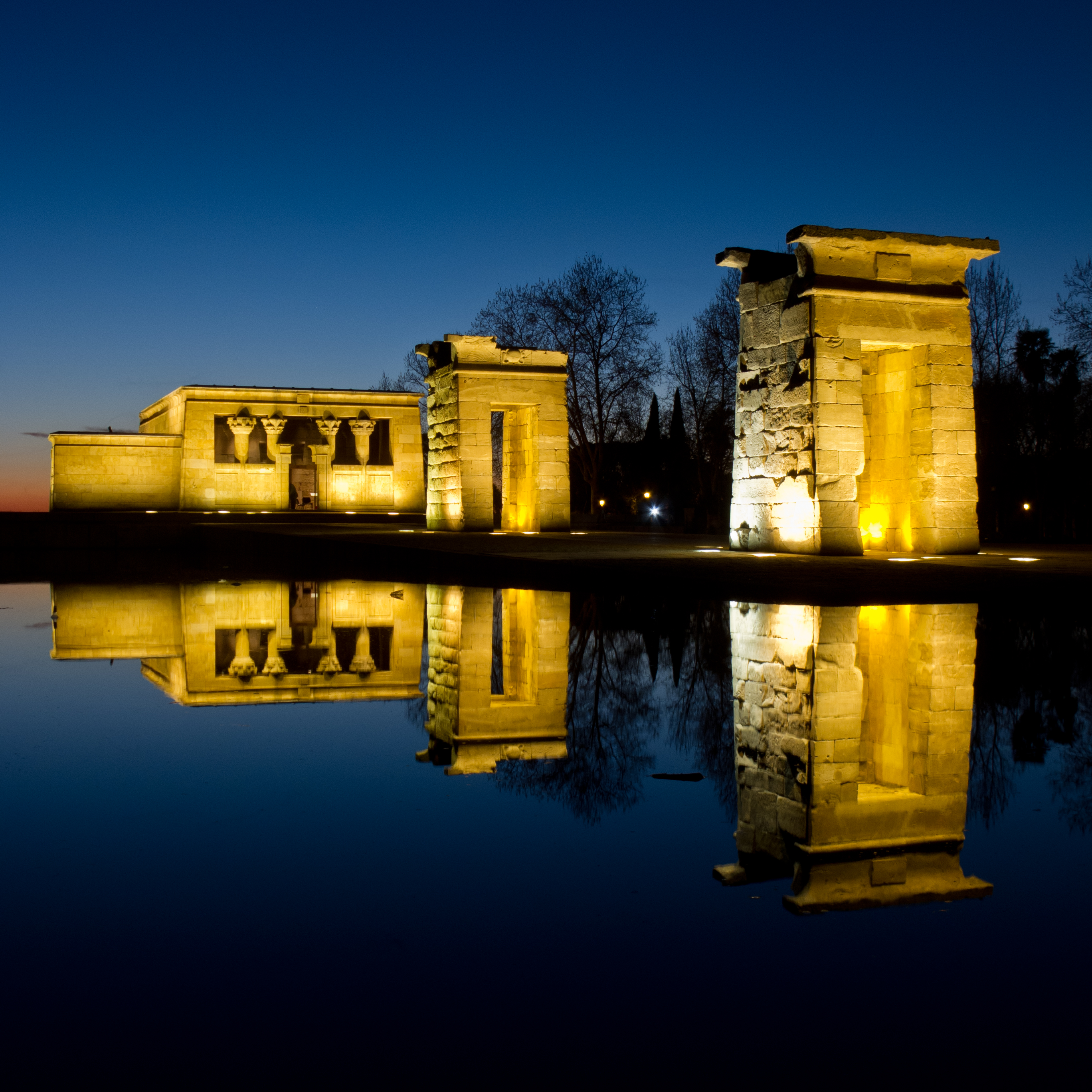
La facciata del Tempio di Debod

Il Tempio di Debod è un tempio dell'antico Egitto localizzato attualmente a Madrid in Spagna. Si trova ad ovest della Plaza de España, a fianco del Paseo del Pintor Rosales (Parque del Oeste), su un colle dove si trovava il Cuartel de la Montaña, teatro di un sanguinoso episodio della Guerra civile spagnola. In seguito al trasporto verso la Spagna, fu ricostruito in modo da rispettare approssimativamente la stessa orientazione originaria, da est a ovest.

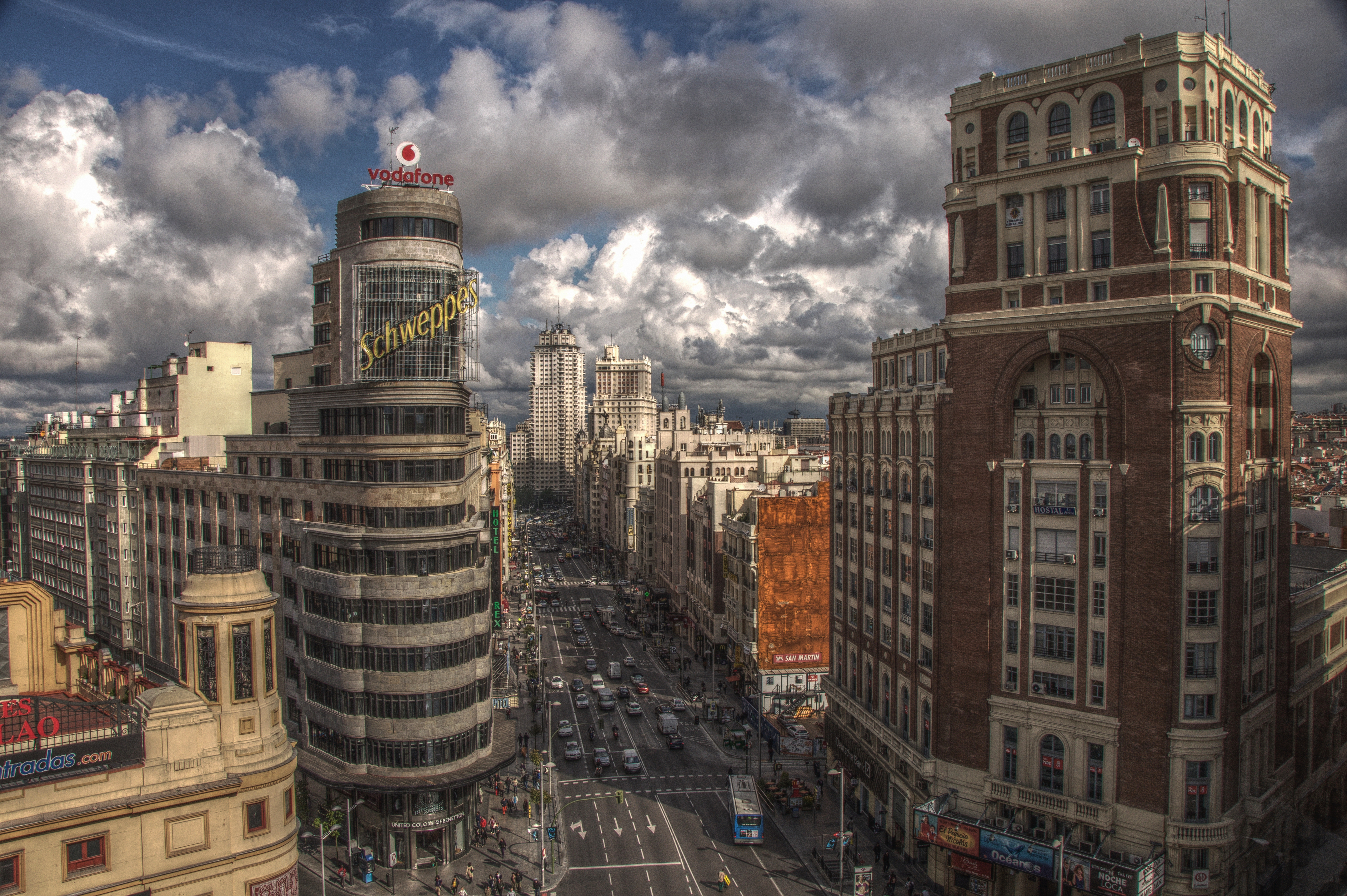
Gran Via (Madrid), vista da Plaza de Callao

La Gran Via è una delle principali strade di Madrid in Spagna. Comincia dalla Calle de Alcalá e termina nella Plaza de España. È un importante luogo di riferimento della città fin dalla sua costruzione all'inizio del XX secolo dal punto di vista commerciale, turistico e come posto di ritrovo. È famosa per le sue sale cinematografiche, sebbene attualmente in parte chiuse o riconvertite con evidente successo in teatri di Musical, tanto che il tratto che parte da Plaza de Callao fino a quella di España si conosce come la Broadway madrilena, tra la rete di San Luis e Callao ospita tra gli altri i negozi delle catene internazionali della moda.
L'Andalusia è la regione più meridionale della Spagna continentale, oltre che la più popolosa. Per due secoli, fino alla Reconquista, è stata il centro culturale più importante del Sultanato arabo dei Nasridi, che ha lasciato meravigliose vestigia nel territorio della regione: Siviglia, Granada, Cordova, Ronda, Malaga e altri centri minori sono costellati di importanti opere dell'epoca, tra cui primeggia l'Alhambra di Granada. Oltre all'importanza architettonica, l'offerta turistica dell'Andalusia si basa anche sulle piste di sci disponibili sulle vette più alte della Spagna continentale nella Sierra Nevada, le preparazioni alimentari e soprattutto la Costa del Sol.
Le Isole Canarie sono un grande arcipelago di sette isole maggiori e due isole minori, tutte di origine vulcanica. Sono situate nell'Oceano Atlantico al largo dell'Africa nord-occidentale. Formano una comunità autonoma della Spagna.
La capitale è condivisa tra Santa Cruz de Tenerife e Las Palmas de Gran Canaria. Fino al 1927, Santa Cruz de Tenerife è stata l'unica capitale delle Canarie, solo dopo tale anno, la condivide con Las Palmas.
Il Camino Francés è la più importante e famosa strada tra quelle che compongono il cammino di Santiago di Compostela, patrimonio dell'umanità. Lungo circa 800 km (non esiste una versione unica di questo percorso), inizia a Saint-Jean-Pied-de-Port, versante francese dei Pirenei, per raggiungere Santiago di Compostela, in Spagna, dopo aver attraversato le regioni Navarra, La Rioja, Castiglia e León e Galizia, e le città di Pamplona, Logroño, Burgos e León.

### Città
Madrid, la capitale, è un'attrazione turistica per via dei suoi musei, tra cui celebre è il Museo del Prado, delle sue chiese e monumenti, e per la famosa movida notturna che si intreccia con il folclore spagnolo e le tradizioni come quella della corrida, che attraggono moltissimi turisti.
Barcellona è una delle mete predilette nel Mediterraneo, grazie al fatto d'essere una città cosmopolita e piena di vita; ma la capitale della Catalogna è visitata dai turisti anche per le varie forme d'arte che vi si sviluppano, dall'arte gotica di stampo catalano nel Barrio Gotico, alle curiose forme colorate e ispirate a soggetti naturali dell'architetto barcellonese Antoni Gaudí, progettista della maestosa e ancora incompiuta Sagrada Família. La città è famosa anche per il museo dedicato a Pablo Picasso, considerato il genio assoluto della pittura novecentesca e fondatore del cubismo.
Altre popolari città del turismo spagnolo sono Pamplona in Navarra per la festa di San Firmino e l'Encierro, Bilbao nei Paesi Baschi, e le città dell'Andalusia (Siviglia, la capitale, ospita una notevole cattedrale; Cordova è famosa per la sua moschea; Granada e Malaga, altre località turistiche).

### Coste

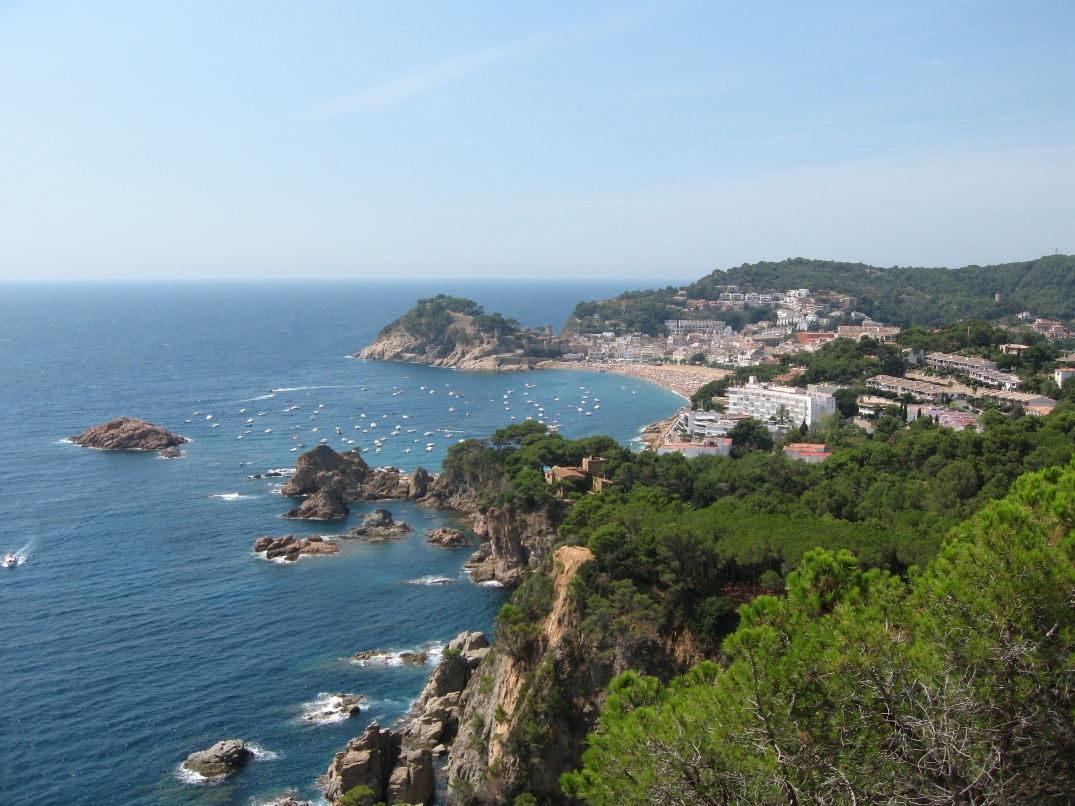
Vista della Costa Brava presso Tossa de Mar

Le località spagnole su cui verte il turismo balneare sono la Costa Brava, riviera che si snoda nei pressi di Barcellona, Ibiza, isola celebre per la sua vita notturna e le sue innumerevoli discoteche, Palma di Majorca, isola maggiori delle Baleari, e infine le Isole Canarie, arcipelago situato nell'Oceano Atlantico.

## Ibiza
Eivissa (localmente [əiˈvisə], in catalano standard [əiˈβisə]) è il suo nome in catalano ed è quello che utilizzano i suoi abitanti, mentre per gli spagnoli e il resto del mondo è meglio conosciuta come Ibiza. In italiano era conosciuta anche come Eviza e, almeno fino alla metà del XX secolo, come Iviza, nome con cui è conosciuta anche in inglese. È una delle isole Baleari, situata nel Mar Mediterraneo; appartiene politicamente alla Spagna e con Formentera è una delle due isole Pitiuse. Le sue città principali sono: Ibiza, Santa Eulària des Riu e San Antonio.

## La Costa Brava

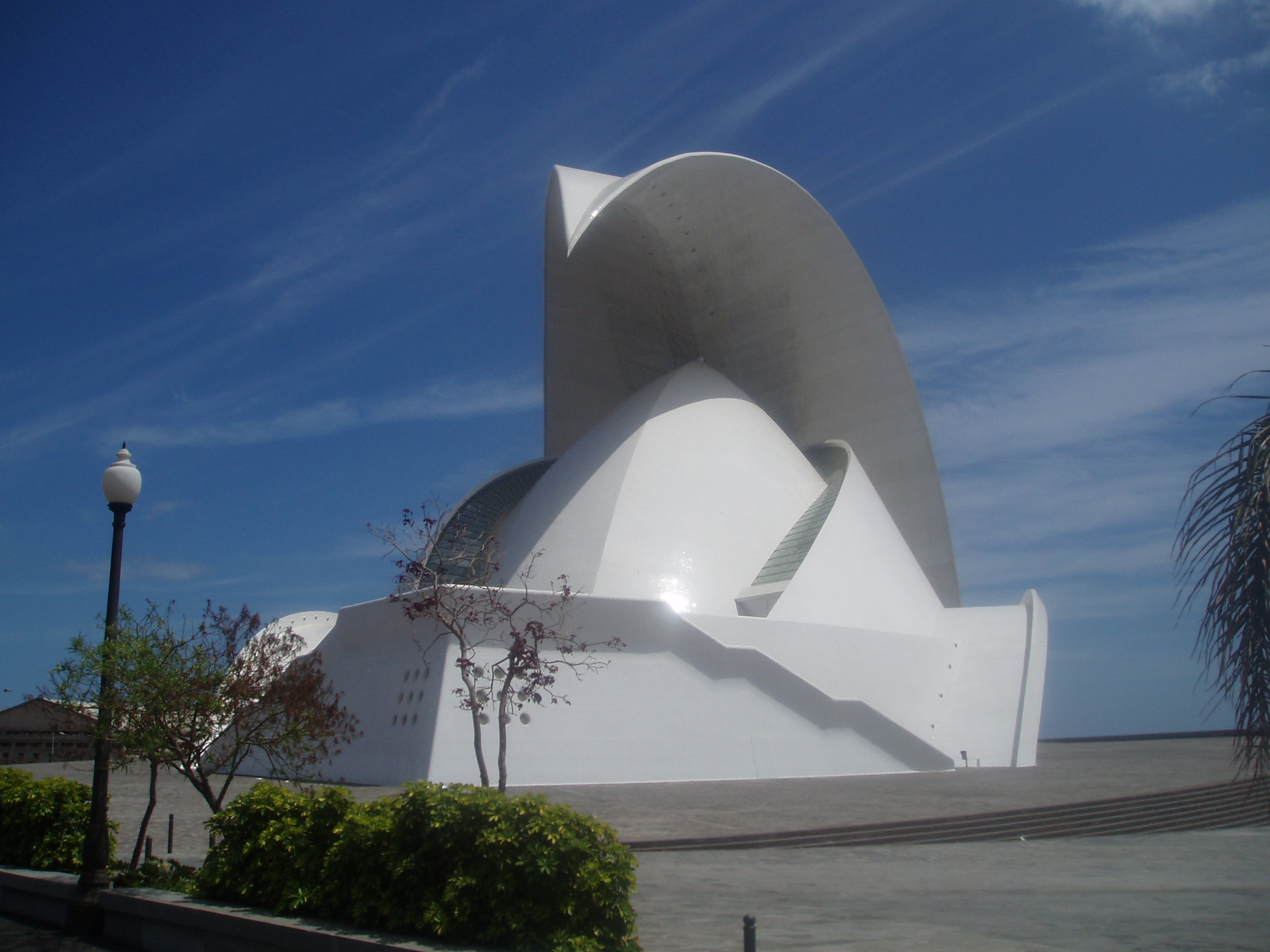
Auditorium di Tenerife, Le Isole Canarie

È una regione costiera della Catalogna (Spagna) che si affaccia sul Mar Mediterraneo, e che si estende da Blanes fino al confine francese. Prende il nome dalle sue coste alte e impervie e ospita numerose località turistiche con alberghi e villaggi spesso dotati di animazione internazionale.

## Le Isole Canarie
Le Canarie sono isole situate nell'Oceano Atlantico, davanti alla costa occidentale dell'Africa e al deserto del Sahara, poco più a Nord rispetto al Tropico del Cancro (al 28º parallelo, ovvero alla stessa altezza di Florida, Bahamas, Bermuda, Caraibi, Hawaii), sono un grande arcipelago di sette isole maggiori e due isole minori, tutte di origine vulcanica. Sono situate nell'Oceano Atlantico al largo dell'Africa nord-occidentale. Formano una comunità autonoma della Spagna. La capitale è condivisa tra Santa Cruz de Tenerife e Las Palmas de Gran Canaria. Fino al 1927, Santa Cruz de Tenerife è stata l'unica capitale delle Canarie, solo dopo tale anno, la condivide con Las Palmas.